# 王珀 (成化進士)
王珀（1455年—？），字廷瑞，直隸常州府武進縣人，民籍，明朝政治人物。

## 生平
成化十九年（1483年）癸卯科應天府鄉試第七十三名舉人。成化二十三年（1487年）中式丁未科會試第二百五名，三甲第一百八十四名進士。弘治五年（1492年）七月实授陕西道監察御史，巡视南城，内官貴戚一时肅然，有嫉之者，谪睢州判官，有二凶人陰结大盗，剽掠河洛之间，其踪迹甚秘，王珀伺机擒拿。改知都昌县，县里有仇家杀人，藏匿尸体，反以盗贼上诉，王珀查明原因，置之法。升瑞州府同知、南雄府知府，南雄有交易市场，漢蕃货物在此聚集交易，税金多被守土官员贪污，王珀則锱铢無所私。会南海有大獄，當事者让王珀审理，獄成而王珀暴卒，怀疑是有人毒害，上下官员都感动悲哀。

## 家族
曾祖王彥文；祖父王祿；父王鎮，母蔣氏。具庆下。